# 영국 위임통치령 팔레스타인의 국기

영국의 국기

팔레스타인 위임령의 민간선박기

1920년부터 1948년까지의 영국 팔레스타인 위임령의 기는 사실상 영국의 국기였으나, 각 정부 부처마다 각자의 기를 만들어 사용하였다. 주로 팔레스타인 위임령에서는 그 기로 영국의 식민지 상선기(대개 영국의 상선기에 하얀 원반이 있고 거기에 각 식민지의 문장이 있다.)의 하얀 원반에 PALESTINE 이라고 쓴 것을 사용하고 있었다. 이는 팔레스타인 선적의 선박에도 게양되었고, 또한 이는 푸른색 바탕의 기도 존재하고 있었다.

## 같이 보기
- 이스라엘의 국기
- 팔레스타인의 국기
- 요르단의 국기

## 외부 자료
1. ↑  Civil Ensign 1927-1948 (British Mandate of Palestine) at FOTW site
2. ↑  British Mandate of Palestine 1923-1948 at FOTW site